# Ethinylestradiol
Ethinylestradiol (EE), is een synthetisch derivaat van oestradiol. EE is een oraal bioactief oestrogeen dat gebruikt wordt in vrijwel alle moderne orale anticonceptiepillen. Het is een van de meest gebruikte medicijnen.
In eerste instantie is EE vooral gebruikt als medicijn ter bestrijding van overgangsklachten en hypogonadisme bij vrouwen.
EE komt in het milieu terecht via de urine en ontlasting van mensen die de stof als medicijn gebruiken. In het milieu vertoont de stof xeno-oestrogene effecten.

## Geschiedenis
Ethinylestradiol was het eerste semi-synthetische steroïde oestrogeen. EE, het 17α-ethynyl-derivaat van oestradiol, werd in 1938 door Hans Herloff Inhoffen en Walter Hohlweg voor Schering AG in Berlijn voor het eerst bereid.
Ethinylestradiol kreeg in de Verenigde Staten in 1943 goedkeuring door de FDA en werd onder de naam Estinyl op de markt gebracht. In 2004 is de registratie van de enkelvoudige stof, ingetrokken op verzoek van Schering, dat Estinyl niet langer verkocht. In Nederland is de enkelvoudige stof in de handel gebleven. In combinatiepreparaten is het in de hele wereld nog steeds een van de meest verkochte anticonceptieve stoffen.

## Indicaties
- Preventie van lengtegroei bij meisjes.
- Palliatieve behandeling van kanker.
- Als anticonceptivum samen met progestatieve stof. Zowel als orale combinatiepil als in de vaginale NuvaRing®.

## Farmacologie
EE komt vrijwel geheel beschikbaar, want 97% wordt in het lichaam gebonden. De halveringstijd bedraagt 36 ± 13 uur. De uitscheiding geschiedt door ontlasting en urine. EE kan oraal maar ook transdermaal (door de huid heen met behulp van bijvoorbeeld een pleister) worden toegediend.
Oestradiol wordt snel opgenomen bij orale inname en ook snel in de lever gedeactiveerd. De substitutie op C17 van het steroïdskelet met de ethynyl-groep bleek een verbinding met oestrogene activiteit op te leveren die veel beter bestand was tegen de afbraak in de lever. Hiermee werd de weg geopend naar een breed scala van orale anticonceptiva.
EE wordt opgenomen in de dunne darm. De concentratie bereikt ongeveer 2 uur na toedienen een piek in het serum. Hoewel de stof beter bestand is tegen afbraak in de lever, gebeurt dat wel via het cytochroom P450 3A4 iso-enzym. EE en zijn metabolieten worden met de gal uitgescheiden. Ten gevolge van de enterohepatische cyclus (de gal met EE komt weer in de dunne darm terecht, waardoor EE opnieuw opgenomen kan worden) wordt een aantal uren later een tweede serumpiek bereikt. De individuele verschillen in het absorptieproces zijn groot, en kunnen ook nog beïnvloed worden door andere medicijnen (bijvoorbeeld antibiotica). In het bloed is EE bijna volledig gebonden aan het proteïne albumine. EE wordt via hydroxylering van de aromatische ring gemetaboliseerd via de ontlasting en urine, deels in de vorm van glucuronide of sulfaatconjugaten.
EE is hormonaal effectief via het activeren van de oestrogeenreceptor en heeft daardoor een oestrogene werking. De verreweg meest gebruikte toepassing is een combinatie van EE met een Progestativum als oraal anti-conceptiemiddel. In de loop van de jaren is de voorgeschreven effectieve anticonceptieve dosis gedaald. De hoeveelheid EE daalde van 50 naar 30 en zelfs 20 μg, zoals de naamgeving van Microgynon® 50, 30 en 20, aangeeft.